# Općina Dornava
Općina Dornava (slo.:Občina Dornava) je općina u sjeveroistočnoj Sloveniji u pokrajini Štajerskoj i statističkoj regiji Podravskoj. Središte općine je naselje Dornava s 885 stanovnika.

## Zemljopis
Općina Destrnik nalazi se u sjeveroistočnom dijelu Slovenije. Područje općine pripada dijelu Slovenskih Gorica, brdskom kraju poznatom po vinogradarstvu i vinarstvu i ravničarskoj dolini rijeke Drave.
U općini vlada umjereno kontinentalna klima.
U općini nema većih i značajnijih vodotoka, a područje općine je u slivu Drave. Najvažniji vodotok u općini je rječica Pesnica.

## Naselja u općini
Bratislavci, Brezovci, Dornava, Lasigovci, Mezgovci ob Pesnici, Polenci, Polenšak, Prerad, Slomi, Strejaci, Strmec pri Polenšaku, Žamenci

## Vanjske poveznice
- Službena stranica općine